# Сукня-футляр

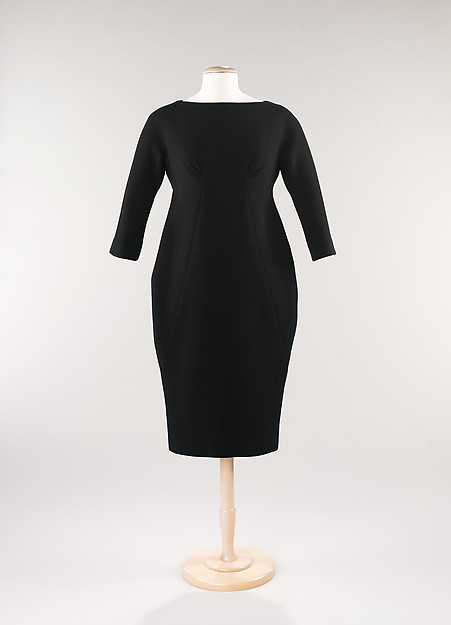
Сукня-футляр від James Galanos (1959)

Сукня-футляр — вузька сукня довжиною до колін або середини литки, без коміру та рукавів і горизонтального шву на талії.

## Історія
Сукня-футляр вперше була створена у 1928 році Коко Шанель. На відміну від маленької чорної сукні, яка до того часу стала знаменитою, «Ford Chanel» мала більш чіткий крій і декілька діагональних ліній для прикрас. Вже у 30-ті роки сукня-футляр була запущена у масове виробництво, тому придбати її могли не лише багаті модниці, але й жінки з середнім достатком.
У 1934 році Ельза Скіапареллі створила просту довгу сукню-футляр з чорного крепу в поєднанні з білим жакетом і шарфом, перекинутим через спину. В часи військового дефіциту вечірні туалети шили із скатертини або парашутного шовку. У 1950 році Крістіан Діор представив колецію суконь «Вертикальна лінія», які візуально витягували силует.
Нове життя в фасон сукні-футляра вдихнув Юбер де Живанші. У 1961 році він розробив для фільму «Сніданок у Тіффані» сукню із сатину, яку одягнула ікона стилю Одрі Гепберн. П'ять років потому Мері Квант створила ультракоротку сукню довжиною на декілька сантиметрів вище колін. У 1980-ті роки з'явилася нова форма сукні-футляра, сукня-сарафан, під яку можна було вдягнути футболку або водолазку з високими гольфами.
Сучасні дизайнери роблять сукню-футляр основою своїх колекцій. Однак на відміну від традиційного варіанту, нинішні моделі можуть мати рукави і різні форми горловин. Залежно від довжини і аксесуарів сукня-футляр може бути використана для створення найрізноманітніших образів.

## Сьогодення
Завдяки своєму лаконічному крою сукня-футляр є універсальним предметом гардеробу. Її можна одягнути на свято, діловий захід, в офіс, на прогулянку, в театр або на романтичне побачення. Все залежить від тканини, з якої пошито виріб і особливостей крою. Сукня-футляр вдало комбінується практично з будь-яким взуттям, починаючи від туфель на шпильках і закінчуючи снікерами.

## Галерея

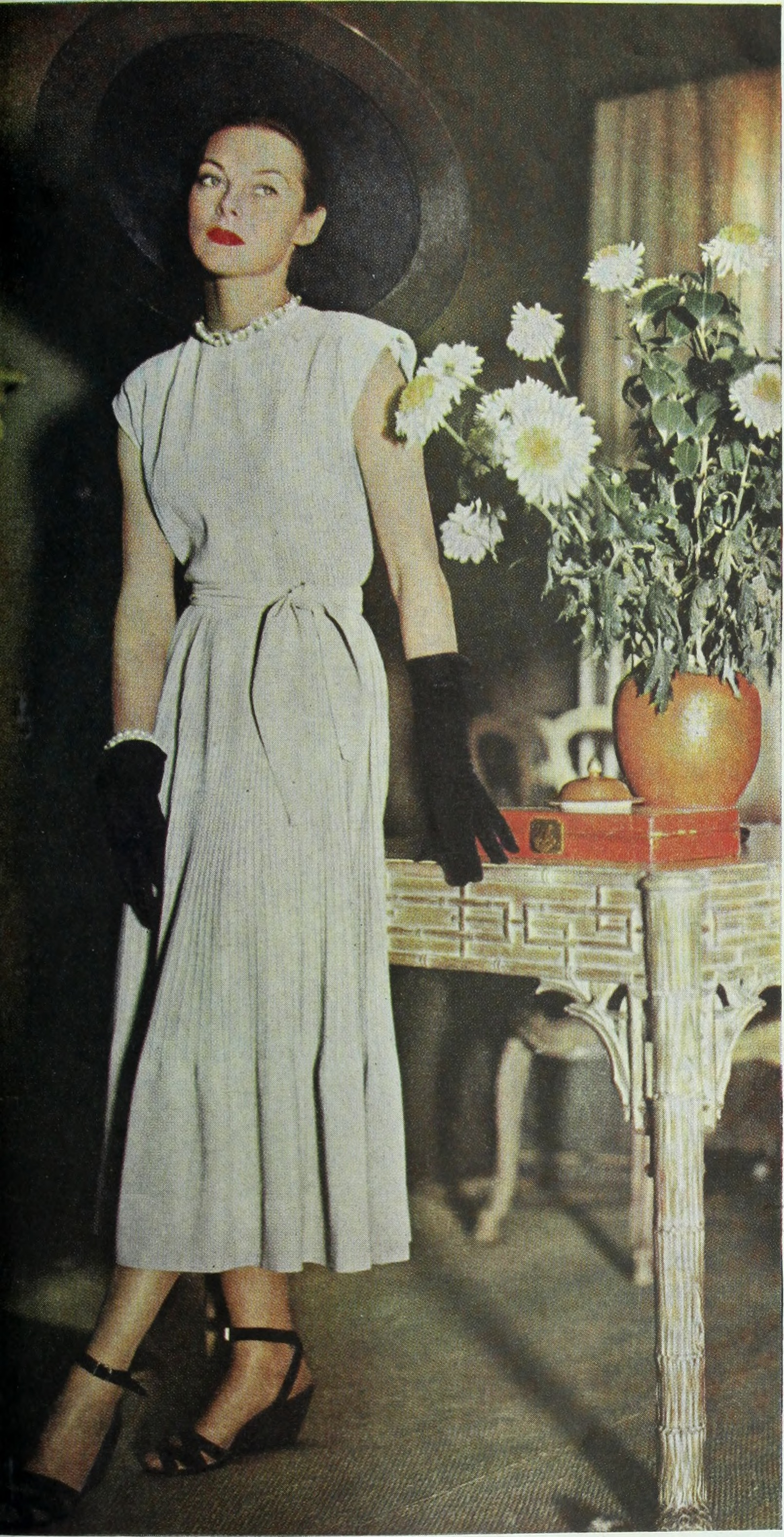
Сукня-футляр, створена Жозе Вокером (1948)
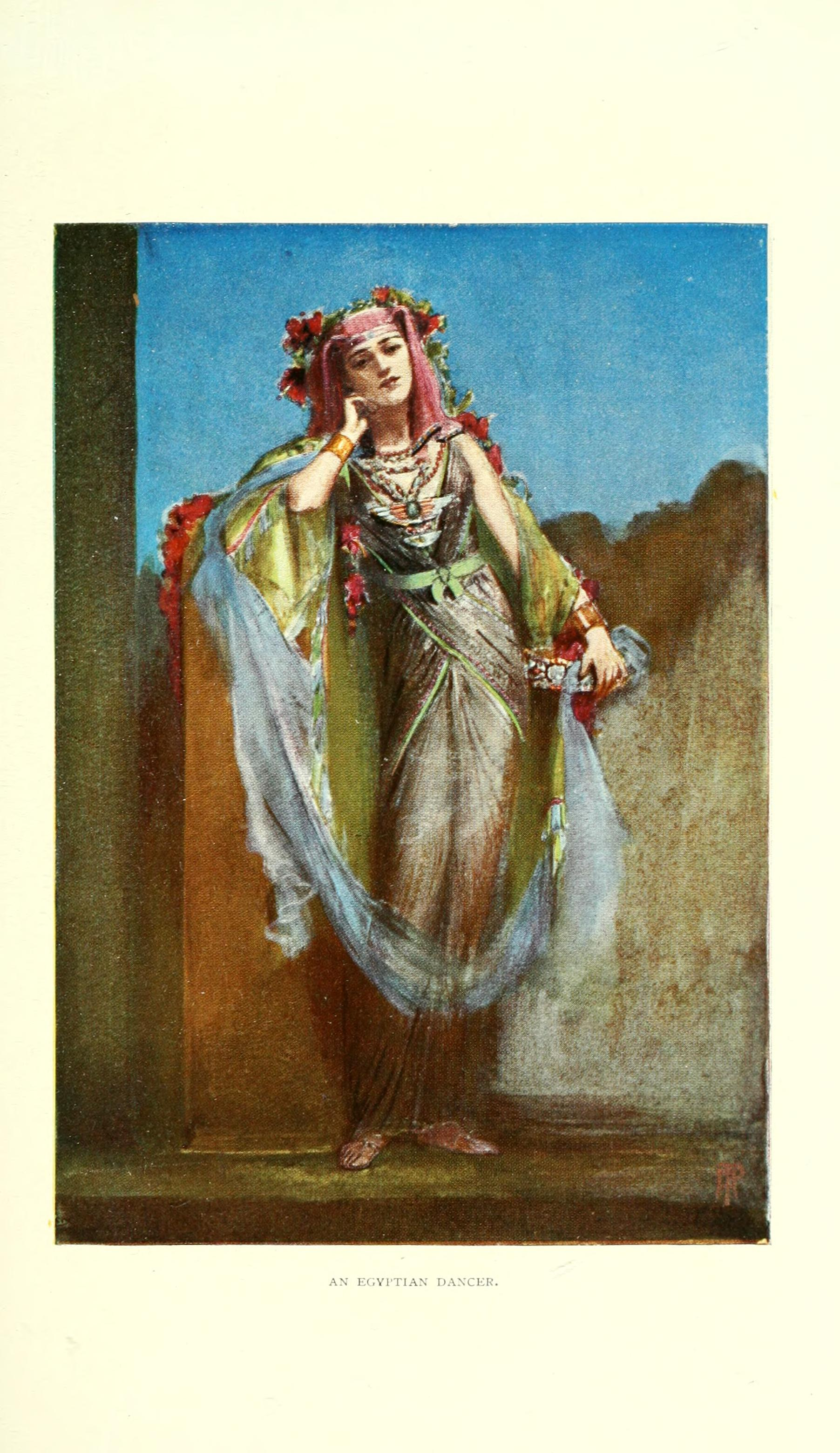
Портрет єгипетської танцівниці
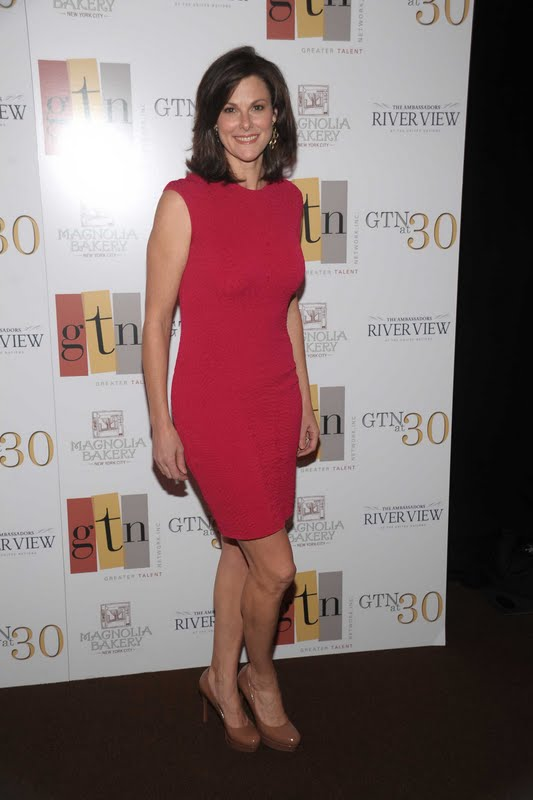
Кемпбелл Браун в сукні-футлярі (2012)